# 小河保之
小河 保之（おがわ やすゆき、1947年 - ）は、日本の地方公務員、土木技術者。元大阪府副知事。

## 経歴
大阪府出身。大阪府立高津高等学校卒業、1969年京都大学工学部交通土木工学科卒業。1969年、大阪府庁入庁。
土木技術者として主に土木畑（道路畑）を歩む。鳳土木事務所、土木部街路課、都市整備局総合計画課勤務を経て、1980年富田林土木事務所長野工区長、1983年企画部企画室主査、1984年企業局空港対策部計画課主査、1985年土木部都市整備局交通政策課街路係長、1987年土木監理課主幹、1988年岸和田土木事務所主幹、1989年空港関連道路建設事務所主幹、1990年土木部道路課主幹、1991年奈良県土木部道路建設課長、1994年兵庫県土木部参事兼道路建設課長、1997年大阪府土木部道路課参事、1998年茨木土木事務所長、1999年土木部副理事兼道路課長、2001年土木部技監、2003年土木部長、2005年危機管理監、2007年大阪府退職。2007年7月、山登敏男とともに大阪府副知事に就任。2011年7月、再任。2015年退任。2017年4月、瑞宝中綬章を受章。
2011年（平成23年）11月1日、橋下徹の大阪市長選出馬に伴う辞職に伴って大阪府知事職務代理者となり、松井一郎（現：日本維新の会代表・大阪維新の会代表）が大阪府知事に就任するまで務めた。

## エピソード
- 2008年、翌年度の予算編成に向けて各部局からヒアリングを受ける会議において、三輪和夫と口論になり、その様子が新聞に取り上げられたことがあった[5]。

## 主な論文
- 「肩書は仕事をするためにある」（「致知」2011年6月号）